# 롄윈강시
롄윈강시(중국어 간체자: 连云港, 정체자: 連雲港, 병음: Liányúngǎng)는 중화인민공화국 장쑤성의 지급시이다. 롄윈강의 이름은 롄윈강 앞바다에 있는 롄섬과 장쑤성에서 가장 높은 지점인 윈타이산에서 유래되었다. 1680년대에 청 조정이 외국과의 교역을 위해 개항한 4개의 항구 중 하나이다(나머지는 닝보시, 샤먼시, 광저우시이다).

## 지리
롄윈강시는 장쑤성의 동북쪽에 위치해 있고 황해에 접해 있다. 북쪽은 산둥성 르자오시, 서쪽은 쉬저우시, 화이안시, 남쪽은 화이안시, 옌청시에 접해 있다. 기후는 해류의 영향으로 온화하고 연평균 기온은 14°C, 연평균 강수량은 900mm이다. 시는 일반적으로 평지이지만 서쪽은 산지가 위치해 있다.
면적은 7,446km², 인구는 482만 명이다. 농업도 발달되어 있다.
| 롄윈강시의 기후                                               | 롄윈강시의 기후 | 롄윈강시의 기후 | 롄윈강시의 기후 | 롄윈강시의 기후 | 롄윈강시의 기후 | 롄윈강시의 기후 | 롄윈강시의 기후 | 롄윈강시의 기후 | 롄윈강시의 기후 | 롄윈강시의 기후 | 롄윈강시의 기후 | 롄윈강시의 기후 | 롄윈강시의 기후 |
| 월                                                            | 1월             | 2월             | 3월             | 4월             | 5월             | 6월             | 7월             | 8월             | 9월             | 10월            | 11월            | 12월            | 연간            |
| ------------------------------------------------------------- | --------------- | --------------- | --------------- | --------------- | --------------- | --------------- | --------------- | --------------- | --------------- | --------------- | --------------- | --------------- | --------------- |
| 역대 최고 기온 °C (°F)                                        | 17.5 (63.5)     | 24.8 (76.6)     | 28.0 (82.4)     | 33.1 (91.6)     | 37.1 (98.8)     | 37.9 (100.2)    | 40.2 (104.4)    | 37.8 (100.0)    | 35.8 (96.4)     | 32.4 (90.3)     | 27.7 (81.9)     | 20.2 (68.4)     | 40.2 (104.4)    |
| 일평균 최고 기온 °C (°F)                                      | 5.6 (42.1)      | 8.4 (47.1)      | 13.8 (56.8)     | 20.2 (68.4)     | 25.5 (77.9)     | 29.2 (84.6)     | 31.0 (87.8)     | 30.3 (86.5)     | 26.9 (80.4)     | 21.8 (71.2)     | 14.7 (58.5)     | 7.9 (46.2)      | 19.6 (67.3)     |
| 일일 평균 기온 °C (°F)                                        | 1.0 (33.8)      | 3.4 (38.1)      | 8.3 (46.9)      | 14.5 (58.1)     | 20.0 (68.0)     | 24.1 (75.4)     | 27.1 (80.8)     | 26.6 (79.9)     | 22.6 (72.7)     | 16.7 (62.1)     | 9.8 (49.6)      | 3.2 (37.8)      | 14.8 (58.6)     |
| 일평균 최저 기온 °C (°F)                                      | −2.6 (27.3)     | −0.6 (30.9)     | 3.7 (38.7)      | 9.6 (49.3)      | 15.3 (59.5)     | 20.0 (68.0)     | 24.0 (75.2)     | 23.7 (74.7)     | 19.0 (66.2)     | 12.6 (54.7)     | 5.8 (42.4)      | −0.5 (31.1)     | 10.8 (51.5)     |
| 역대 최저 기온 °C (°F)                                        | −12.3 (9.9)     | −13.2 (8.2)     | −9.1 (15.6)     | −1.4 (29.5)     | 5.5 (41.9)      | 12.6 (54.7)     | 18.0 (64.4)     | 15.6 (60.1)     | 9.7 (49.5)      | −0.1 (31.8)     | −7.1 (19.2)     | −12.1 (10.2)    | −13.2 (8.2)     |
| 평균 강수량 mm (인치)                                         | 17.5 (0.69)     | 22.3 (0.88)     | 33.0 (1.30)     | 42.5 (1.67)     | 63.9 (2.52)     | 106.6 (4.20)    | 252.5 (9.94)    | 198.5 (7.81)    | 79.7 (3.14)     | 33.4 (1.31)     | 36.0 (1.42)     | 18.7 (0.74)     | 904.6 (35.62)   |
| 평균 강수일수 (≥ 0.1 mm)                                      | 4.6             | 5.5             | 6.0             | 6.4             | 8.1             | 7.3             | 13.6            | 12.1            | 7.6             | 5.6             | 5.7             | 4.4             | 86.9            |
| 평균 강설일수                                                 | 2.7             | 3.0             | 1.2             | 0.1             | 0               | 0               | 0               | 0               | 0               | 0               | 0.5             | 1.3             | 8.8             |
| 평균 상대 습도 (%)                                            | 66              | 66              | 64              | 65              | 69              | 74              | 82              | 83              | 76              | 70              | 69              | 66              | 71              |
| 평균 월간 일조시간                                            | 156.8           | 156.8           | 200.2           | 220.7           | 232.1           | 193.8           | 182.7           | 192.2           | 190.7           | 189.2           | 159.4           | 160.0           | 2,234.6         |
| 가능 일조율                                                   | 50              | 50              | 54              | 56              | 54              | 45              | 42              | 47              | 52              | 55              | 52              | 52              | 51              |
| 출처: 중국기상국 (평년값: 1991년~2020년, 극값: 1981년~2010년) |                 |                 |                 |                 |                 |                 |                 |                 |                 |                 |                 |                 |                 |

## 경제
롄윈강시는 전국 10대 항만 가운데 1개에 속해 있고, 중국에 있는 14개 대외 개방 도시의 하나이다. 최근 중국 동부의 공업과 무역, 관광의 중심지로 부상하고 있고 전 세계 해상 교통 네트워크의 한 부분이다. 이 항구는 동부 해안의 중앙에 위치해있고 서쪽의 육로와 동쪽의 해로를 연결한다. 한국과 일본은 롄윈강시를 통해 중국 동부에 경제적이고 편리하게 도착할 수 있다.

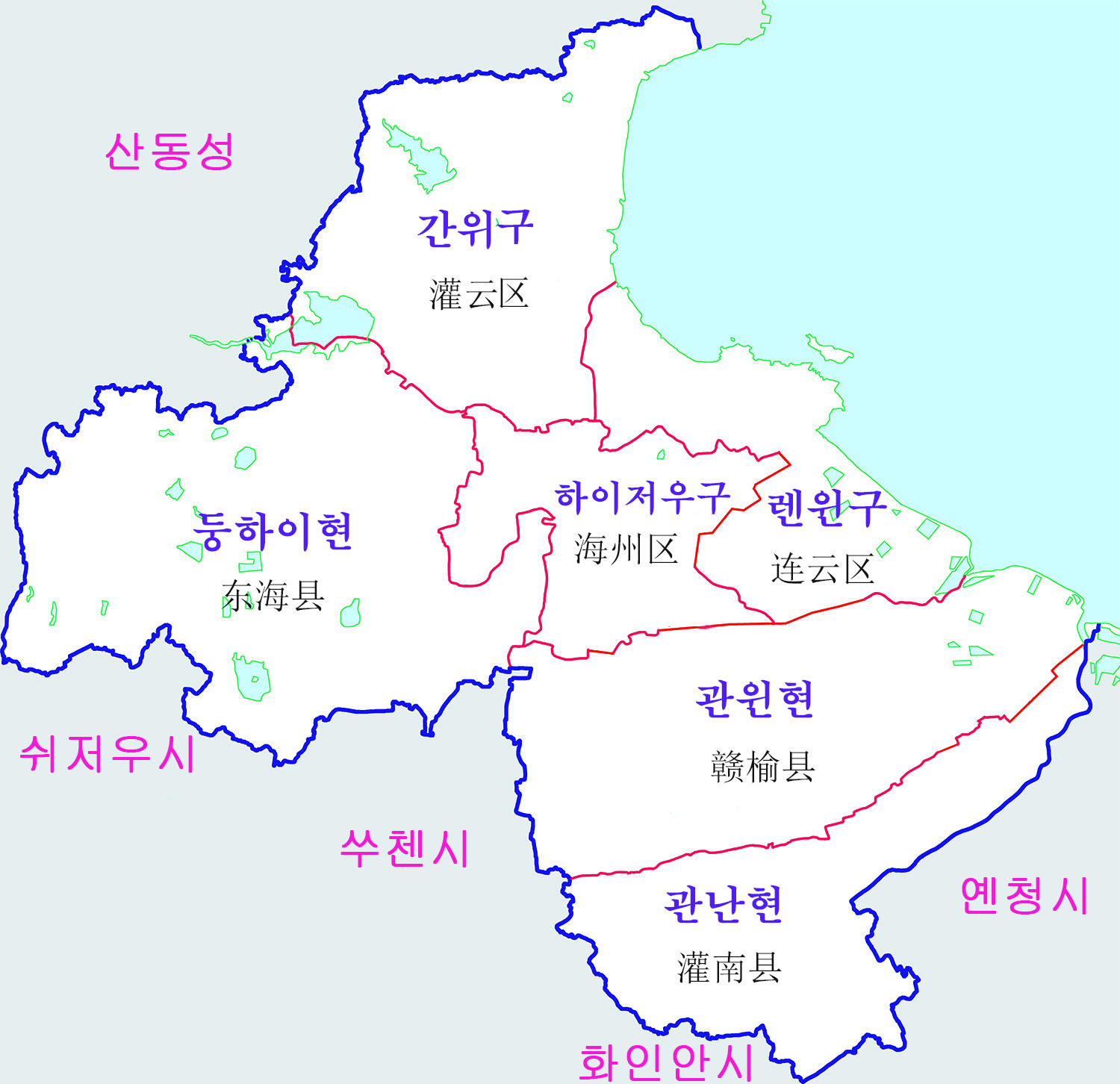
렌윈강시 현급구역

## 행정 구역
시할구
- 롄윈구 (连云区)
- 하이저우구 (海州区)
- 간위구 (赣榆区)

현
- 둥하이현 (东海县)
- 관윈현 (灌云县)
- 관난현 (灌南县)

## 자매 도시
- 대한민국 군산시
- 대한민국 목포시
- 일본 사가시
- 오스트레일리아 길롱